# Kiefer Shackelford
Kiefer Shackelford (* 30. Januar 1992) ist ein US-amerikanischer Fusionmusiker (Keyboard, Komposition)  und Produzent, der in der Musikszene von Los Angeles aktiv ist. Seine Musik ist von „einem von Hip-Hop und R&B beeinflussten Sound“ geprägt.

## Leben und Wirken
Shackelford, der sich meist einfach Kiefer nennt, begann im Alter von sechs Jahren mit dem Klavierspiel und wurde von seinem Vater zum ersten Mal mit dem Jazz vertraut gemacht. Später nahm er Klassik- und Jazzunterricht und war bereits als Teenager versierter Solist. Ebenfalls im Jugendalter begann er mit der Produktion eigener computerbasierter Hip-Hop- und Elektro-Beats zu experimentieren. Nach der High School studierte er im Jazzprogramm der University of California, Los Angeles, wo Kenny Burrell, James Newton und Tamir Hendelman zu seinen Mentoren gehörten. Obwohl Jazz sein Studienschwerpunkt war, begann er bereits während des Colleges musikalisch zu experimentieren, indem er Jazzkomposition und Live-Improvisation mit programmierten elektronischen Beats mischte und den Sound schuf, den er schließlich auf seinem Debütalbum präsentierte. 2017 trat er mit seinem Independent-Debüt Kickinit Alone in Erscheinung. Auf dem Album schuf er eine Hip-Hop- und R&B-Atmosphäre, die Samples zugunsten nuancierter Jazzharmonien und Improvisationen meide, schrieb Allmusic. 
Bevor Shackelford sich selbstständig machte, hatte er mit südkalifornischen Musikern wie Abraham Laboriel, Gilbert Castellanos und Rob Thorsen zusammengearbeitet. Er hat auch im Studio an Hip-Hop-Projekten mit MNDSGN, Jonwayne, Iman Omari und anderen Künstlern gearbeitet. Als Mitglied des Jonah Levine Collective war er an dem Album Attention Deficit (2017) für World Galaxy Records beteiligt.
Beim Label Stones Throw Records legte Shackelford als Kiefer 2018 sein zweites Album Happysad vor, aus dem die Single „What a Day“ ausgekoppelt wurde. 2019 folgten die EPs Bridges und Superbloom, mit denen er seinen Sound weiter ausbaute, verschiedene analoge Synthesizer verwendete und einen noch kompositorischeren Ansatz für sein Songwriting nutzte, so Matt Collar in Allmusic. Er habe mit seinen Produktionen beim Stones-Throw-Label „eine persönliche neue Art zeitgenössischer Instrumentalmusik entwickelt – entspannt, beat-orientiert, subtil, aber unbestreitbar jazzig“, urteilte Nate Chinen in Take Five (WBGO). Shackelfords Album When There’s Love Around (2021) sei eine „offenherzige Klangreise“, die in einem Moment an [die Musik von] Bob James aus den 1970er-Jahren und im nächsten Moment von Robert Glasper aus den 2010er-Jahren erinnere.

## Diskographische Hinweise
- Kickinit Alone (2017)
- Happysad (Stones Throw, 2018)
- Superbloom (EP, Stones Throw, 2019)
- When There's Love Around (Stones Throw, 2021)
- Something for Real  (2024)